# Protégez-moi seigneur
Protégez-moi seigneur est une chanson de Dalida sortie en 1961. La chanson se positionne à la 4e position des ventes en 1961 en France.